# 상주 북장사 극락보전 목조아미타여래삼존좌상
상주 북장사 극락보전 목조아미타여래삼존좌상(尙州 北長寺 極樂寶殿 木造阿彌陀如來三尊坐像)은 대한민국 경상북도 상주시 내서면 북장사 극락보전에 있는 불상이다. 2017년 8월 31일 경상북도의 유형문화재 제510호로 지정되었다.

## 지정사유
이 불상은 극락보전 수미단 위에 모셔진 3구(軀)의 목조아미타여래삼존좌상이다. 중앙에는 아미타여래좌상, 그 왼쪽에는 관세음보살좌상이, 오른쪽에는 대세지보살좌상이 협시(挾侍)하고 있다. 크기는 180∼190㎝에 달하는 중형의 불상으로서 모두 나무로 조성하여 도금(鍍金)한 상태이며, 별도로 제작되어 몸체에 삽입된 두 팔을 포함하여 전체가 완전하게 보존되어 있다. 조성발원문은 확인할 수 없지만,『북장사사적기(北長寺事蹟記)』를 통해 1676년(숙종 2)이라는 제작시기가 확인된다. 그러나 『북장사사적기』역시 현재는 행방을 알 수 없는 상태이다.
1676년이라는 제작시기로 보아 국가지정문화재(보물)로 지정하기에는 다소 미흡하지만, 작품의 완성도가 높고 2m에 달하는 크기의 불상이 손상된 곳이 거의 없이 온전하게 남아 있어 17세기 불교조각사 연구에 중요한 자료라고 판단되므로 유형문화재로 지정한다.

## 참고 문헌
- 상주 북장사 극락보전 목조아미타여래삼존좌상 - 국가유산청 국가유산포털